# Gesellschaft für wissenschaftliche Datenverarbeitung mbH Göttingen
Die Gesellschaft für wissenschaftliche Datenverarbeitung mbH Göttingen (GWDG) ist eine gemeinsame Einrichtung der Universität Göttingen und der Max-Planck-Gesellschaft. Gegründet 1970, ist die GWDG das Hochschulrechenzentrum der Universität Göttingen sowie ein Rechen- und IT-Kompetenzzentrum der Max-Planck-Gesellschaft. Die GWDG betreibt eigene Forschung im Bereich der praktischen und angewandten Informatik und ist an zahlreichen Forschungsprojekten beteiligt. Zudem ist sie Mitglied des Deutschen Forschungsnetzes.

## Aufgaben und Struktur der GWDG

### Rechen- und IT-Kompetenzzentrum
Die GWDG ist eine gemeinsame Einrichtung der Georg-August-Universität Göttingen – Stiftung Öffentlichen Rechts und der Max-Planck-Gesellschaft zur Förderung der Wissenschaften e. V. (MPG). Sie erfüllt die Funktion eines Rechen- und IT-Kompetenzzentrums für die Max-Planck-Gesellschaft und des Hochschulrechenzentrums für die Universität Göttingen. Ihre Forschungsaufgaben liegen im Bereich der Praktischen und Angewandten Informatik. Ferner fördert sie die Ausbildung von Fachkräften für Informationstechnologie.
Laut Gesellschaftsvertrag fördert die GWDG die Wissenschaft und Forschung, indem sie
- ein DV-Versorgungssystem für Forschungseinrichtungen und Universitäten betreibt,
- bei der wissenschaftlichen Gestaltung der IT/TK-Technologie für Forschungsprojekte und universitäre Lehre mitwirkt,
- für Forschungseinrichtungen und Universitäten als Forschungsförderungseinrichtung Leistungen erbringt,
- wissenschaftliche Anwender bei der Lösung von Problemen im Bereich der Informations- und Kommunikationstechnologie berät und bei der Umsetzung der Problemlösungen mitwirkt,
- wissenschaftliche und Anwender von Informations- und Kommunikationstechnologie aus- und weiterbildet,
- eigene Forschung auf dem Gebiet der Praktischen und Angewandten Informatik, insbesondere zur Methodik des Rechnereinsatzes, für die Lösung wissenschaftlicher Fragen betreibt. Das gesamte von der GWDG betreute DV-Versorgungssystem ist dabei Objekt der Untersuchung.

Zu den Aufgaben gehören insbesondere der Betrieb von Hochleistungsrechnern (Parallelrechner), die Bereitstellung von Spezialsystemen und die Betreuung des Übertragungsnetzes GÖNET, das die Göttinger Institute verbindet. Über die GWDG ist das GÖNET mit dem nationalen Wissenschaftsnetz X-WiN und dem Internet verbunden.
Als IT-Kompetenzzentrum berät und unterstützt die GWDG die von ihr betreuten Institute bei allen Fragen der wissenschaftlichen Datenverarbeitung.

### Forschung im Bereich der Praktischen und Angewandten Informatik
Die GWDG ist eine wissenschaftliche Einrichtung, die Fragestellungen aus der Praktischen und Angewandten Informatik, insbesondere zur Methodik des Rechnereinsatzes zur Lösung wissenschaftlicher Probleme erforscht. Dieser Themenkreis umfasst solche Teilgebiete wie Rechnerbetriebssysteme, Rechnernetze, Datenübertragungstechnik, Algorithmik, Netz-, System- und Anwendungsmanagement und Organisationslehre der Datenverarbeitung. Empirische Daten werden dieser Forschung bei der GWDG durch den eigenen Rechenzentrumsbetrieb geliefert.
Weitere Aktivitäten der GWDG sind wissenschaftliche Tagungen bzw. Workshops, in denen die GWDG in wissenschaftlichen Austausch mit den Universitäts- und Max-Planck-Instituten tritt, das Publikationswesen, die wissenschaftliche Bibliothek und das Rechnermuseum.

### Ausbildung von Fachkräften für Informationstechnologie
Die GWDG fördert die Ausbildung von Fachkräften aus dem Bereich des wissenschaftlichen, technischen und des Verwaltungspersonals.
Zum einen durch die Beschäftigung von Auszubildenden mit Plätzen für ein Duales Studium oder Ausbildungsplätzen für IHK-Fachinformatiker sowie Kaufleute für Büromanagement. Zum anderen aber auch durch das Angebot von Plätzen für Praktikanten und durch ein umfangreiches Kursangebot für die Nutzer der GWDG und spezielle Kursangebote für Auszubildende im Rahmen der GWDG Academy.
Die GWDG bildet seit 1979 aus. Anfangs gab es zwei Ausbildungsplätze, später kamen weitere dazu. Es gibt zurzeit die beiden Ausbildungsgänge „Fachinformatiker*in Anwendungsentwicklung“ und „Fachinformatiker*in Systemintegration“ mit den Schwerpunkten „Nutzerservice und Betriebsdienste“ oder „IT-Infrastruktur“ bei der GWDG. Der kaufmännische Ausbildungsgang wird ab August 2025 neu angeboten.

### Gesellschafter und der Aufsichtsrat
Die GWDG ist eine gemeinsame Einrichtung der Georg-August-Universität Göttingen – Stiftung Öffentlichen Rechts und der Max-Planck-Gesellschaft zur Förderung der Wissenschaften e. V., die somit die beiden Gesellschafter darstellen und jeweils zur Hälfte beteiligt sind. Im Jahr 2005 hatte das Land Niedersachsen seinen Anteil an der GWDG auf die Stiftungsuniversität Göttingen übertragen. Der Aufsichtsrat hat die vom Gesetzgeber vorgeschriebenen Aufgaben und Pflichten zu erfüllen, insbesondere die Überwachung und Beratung der Geschäftsführung. Die Gesellschafter entsenden jeweils bis zu vier Mitglieder in den Aufsichtsrat. Den Vorsitz im Aufsichtsrat und den stellvertretenden Vorsitz führen im zweijährigen Wechsel ein Vertreter der Max-Planck-Gesellschaft und der Universität Göttingen.

### Nutzervertretung
Die Nutzervertretung sammelt die in ihrem Bereich festgestellten Anforderungen zur DV-Nutzung im Forschungs- und Verwaltungsbereich der wissenschaftlichen Einrichtungen, macht Vorschläge zu Änderungen bzw. Neuerungen an von der GWDG angebotenen Dienstleistungen und berät diese mit der GWDG. Die GWDG informiert die Nutzervertretung über geplante Einsätze neuer IT-Technologien und neuer Dienstinhalte und -formen. Die Nutzervertretung kann dazu Stellung nehmen und leitet diese Informationen an die Nutzer ihres Bereichs weiter. Sie besteht aus 20 Mitgliedern und ist jeweils zur Hälfte mit Vertretern aus Einrichtungen der Max-Planck-Gesellschaft und der Universität Göttingen besetzt. Die Nutzervertretung wählt aus ihrer Mitte einen Vorsitzenden sowie einen Stellvertreter. Den Vorsitz und den stellvertretenden Vorsitz führen im zweijährigen Wechsel ein Vertreter der Max-Planck-Gesellschaft und der Universität Göttingen.

### Organisationsstruktur
Die derzeitige Organisationsstruktur der GWDG, die seit dem 1. Dezember 2004 besteht, ist auf die unterschiedlichen Dienstleistungsbereiche ausgerichtet. Es gibt sieben Arbeitsgruppen, auf die die Aufgaben und Verantwortungsbereiche aufgeteilt sind:
1. Arbeitsgruppe Computing (AG C)
  - Die Arbeitsgruppe Computing befasst sich mit allen Aufgaben rund um das Thema Computing: Betrieb der High-Performance Computing (HPC)-Systeme und -Infrastruktur, Forschung an HPC-verwandten Themen, Beratung, Hosting und Housing, Betreuung von Projekt- und Abschlussarbeiten sowie Schulungen rund um die Nutzung der HPC-Systeme.
  - Unterstützung der Lehre des Lehrstuhls High-Performance Storage an der Universität Göttingen
2. Arbeitsgruppe Organisation, Betrieb und Entwicklung von Diensten (AG D)
  - Anwendungssysteme: Academic Cloud, Bibliothekssysteme (Aleph, koha), Chat-Systeme, Dokumentationssysteme, Langzeitarchivierung, Lernmanagement-Systeme, Quellcode-Verwaltung, Sync & Share-Dienste, Umfragedienste, Videokonferenzsysteme
  - Basisdienste: Betrieb virtueller Web-Server, CI/CD, Client-Backup, Containering, Datenbanken, Konfigurationsmanagement, Kubernetes, Monitoring & Alerting, Zentrales Logging
  - Betriebliche Organisation: Apple-Beratungszentrum, Ausbildung (Fachinformatiker*in „Anwendungsentwicklung“), Beschaffung & Verwaltung von Softwarelizenzen, GWDG Academy, Institutsbetreuung, Public-Key-Infrastruktur
  - Identitäts- und Authentifizierungssysteme: Accountverwaltung, Identitätsmanagement, ID-Portal, Kund*innenportal, Single Sign-on
  - Entwicklung: Accounting, Microservices, OpenCampus, UI/UX Design, URL Shortener, Websites
3. Arbeitsgruppe eScience (AG E)
  - Erforschung und Entwicklung von digitalen Infrastrukturen für Wissenschaft, Wirtschaft und die öffentliche Hand. Schwerpunkte: Daten- und Informationsmanagement, Forschungsdateninfrastrukturen, IT Service Management, Datenanalyse und Cloud-Computing
  - Unterstützung der Lehre des Lehrstuhls Praktische Informatik, Zentrum für Angewandte Informatik der Georg-August-Universität Göttingen
  - Unterstützung der Göttingen eResearch Alliance
4. Arbeitsgruppe Nutzerservice und Betriebsdienste (AG H)
  - Helpdesk, Benutzerbetreuung, Überwachung der Betriebsbereitschaft, Management-Systeme, Bearbeitung spezieller Benutzeraufträge, Print-Services einschl. Großformatdruck und Betrieb Peripherie-Geräte, E-Mail-Service, Web-2.0-Dienste, Hosting von Systemen, AD-Services, Verzeichnis- und Informationsdienste, Multimedia
5. Arbeitsgruppe IT-Infrastruktur (AG I)
  - File- und Backup/Archiv-Services, Betrieb von virtuellen Servern, Basis-Infrastruktur, Datenschutz
6. Arbeitsgruppe Netze (AG N)
  - Wissenschaftsnetz, Datenübertragungsnetze
7. Arbeitsgruppe Verwaltung und Querschnittsaufgaben (AG V)
  - Finanzbuchhaltung, Inventarverwaltung, Personalwesen, Einkauf, Ausschreibungen, Drittmittelverwaltung, Vertragsverwaltung, Controlling, Wirtschaftsplan / Mittelfristige Finanzplanung, Kosten- und Leistungsrechnung, Reiseplanung und -abrechnung

## Geschichte

### Zeittafel
Am 29. April 1970 fand die Gründungsversammlung der GWDG statt. Die beiden Gesellschafter Land Niedersachsen für die Universität Göttingen und Max-Planck-Gesellschaft beteiligten sich zu je 50 % am Kapital der GWDG, und auch die jährlichen Kosten sollten nach dem ebenfalls am 29. April 1970 geschlossenen Konsortialvertrag je zur Hälfte getragen werden. Das wichtigste Ziel war die Realisierung von Synergien in der Informationsverarbeitung durch den gemeinsamen Betrieb eines Rechenzentrums.
Im Jahr ihrer Gründung nahm die GWDG einen Universalrechner UNIVAC 1108 in Betrieb. Er war durch seine Architektur besonders für numerische Anwendungen geeignet. Die CPU leistete ungefähr 1 Million Instruktionen pro Sekunde, also 1 MIPS. Über acht Ein-/Ausgabe-Kanäle wurden unter anderem zwei Magnettrommelsysteme mit insgesamt ca. 25 Megabyte Speicherplatz betrieben.
Am 23. Februar 1976 wurde Dieter Wall zum wissenschaftlichen Geschäftsführer bestellt und damit Nachfolger von Bruno Brosowski. Wall hat die Gründung der GWDG vorbereitet, bei ihrem Aufbau mitgewirkt und sie bis zu seiner Pensionierung Mitte 1997 maßgeblich gestaltet und geprägt. Von 1979 an war er Mitglied und von 1988 bis 1994 Vorsitzender der Kommission für Rechenanlagen der DFG.
Am 14. September 1979 wurde die UNIVAC 1108 durch das Nachfolgemodell UNIVAC 1100/82 mit einer Rechenleistung von 5 MIPS bei zwei Prozessoren ersetzt.
Am 1. November 1979 wurde der erste PC vom Typ Commodore PET 2001 für die interne Nutzung in der GWDG in Betrieb genommen. Der frei programmierbare Tischrechner mit BASIC-Interpreter hatte eine Taktrate von 1 Megahertz, eine Hautspeicherkapazität von 8 Kilobyte und ein Magnetbandkassettenlaufwerk.
Am 10. Juli 1981 ging die Rechenanlage VAX 11/780 mit angeschlossenem Farbgrafiksystem in Betrieb. Ihre Hauptanwendung war das Farbgrafiksystem AYDIN 5216 (für interaktive grafische Anwendungen), bestehend aus zwei hochauflösenden Farbmonitoren mit Tastatur und Joystick. Später kam noch das Grafik-Tablett „Digi-Pad 5“ zur interaktiven Digitalisierung von grafischen Darstellungen hinzu, das mit einem Abtaststift arbeitete.
Am 15. Oktober 1984 wurde mit der Inbetriebnahme eines COM-Gerätes (Computer Output on Microfilm) Benson 343 eine bedeutende Erweiterung des grafischen Ausgabeangebotes erreicht. Es konnten Texte und farbige Grafiken auf Mikrofiches (105 mm), 35-mm-Diafilm und 16-mm-Schmalfilm (nur schwarz-weiß) ausgegeben werden. Als zusätzliche Ausstattung für die Arbeit mit Mikrofiches wurden Lesegeräte, ein Entwicklungsgerät, ein Vervielfältigungsgerät und ein Rückvergrößerungsgerät beschafft.
1987 wurde erstmals eine Verbindung der GWDG zum Deutschen Forschungsnetz WiN und damit auch erstmals zum Internet eingerichtet. Die Übertragungsrate betrug 64 Kilobit/s.
Am 15. November 1988 wurde die Rechenanlage IBM 3090 mit Vektoreinrichtung mit drei Prozessoren mit einer Gesamtleistung von 48 MIPS und zwei Magnetplattenuntersystemen mit einer Gesamtmassenspeicherkapazität von 45 Gigabyte in Betrieb genommen.
Im Januar 1992 begann der Betrieb auf den ersten, Benutzern zugänglichen Workstations der GWDG, einer DECstation 5000 und einer IBM RS/6000,
unter den UNIX-Betriebssystemen ULTRIX bzw. AIX. Im Juli 1992 schließlich begann der Ausbau der Workstations zu einem Cluster aus zwei DECstations 5000 und fünf Systemen IBM RS/6000, die über einen FDDI-Ring gekoppelt waren. Über Glasfaserkabel wurden Übertragungsraten von 100 Megabit/s unterstützt.
Im Jahr 1993 konnte ein mit Mitteln der DFG und der Gesellschafter der GWDG finanzierter Parallelrechner KSR1 mit 32 Prozessoren in Betrieb genommen werden. Seine Gesamtrechenleistung betrug 1,28 Gigaflops/s bei einer Gesamtspeichergröße von 1 Gigabyte.
Im März 1993 kam es zur Inbetriebnahme des GÖNET-Backbones, eines Bündels von Glasfaserkabeln, das in einem Ring von der GWDG über den Uni-Nordbereich, das Universitätsklinikum, den Bereich des alten Klinikums, das Geisteswissenschaftliche Zentrum und durch die Innenstadt zur Metallphysik, in den Südbereich und zur Universitätssternwarte reichte. In diesem Backbone wurde FDDI-Technologie mit einer Übertragungsleistung von 100 Megabit/sec eingesetzt. Neben den Universitätsinstituten wurden auch das Max-Planck-Institut für Strömungsforschung und das Max-Planck-Institut für Experimentelle Medizin an den Glasfaser-Backbone angebunden.
Im November 1993 wurde erstmals das Leistungsangebot der GWDG Rechner, Netze, Spezialisten, in dem sich die GWDG als IT-Kompetenzzentrum darstellt, veröffentlicht. Die GWDG hatte damit als erstes wissenschaftliches Rechenzentrum in Deutschland eine Empfehlung der Kommission für Rechenanlagen der DFG zum neuen verteilten, kooperativen Versorgungssystem umgesetzt. Ab Januar 1994 wurden alle Aufträge der Benutzer nach den im Katalog aufgeführten Verfahren bearbeitet. Das Abrechnungsverfahren, die Kontingentierung sowie das Kosten- und Leistungsrechnungssystem beruhen seit 1994 auf diesem inzwischen nur noch online und tagesaktuell im WWW verfügbaren Dienstleistungskatalog. Der erste Webserver wurde ab Main 1994 betrieben.
Am 1. August 1997 wurde Gerhard Schneider Nachfolger des langjährigen Geschäftsführers Dieter Wall, der dieses Amt mehr als 21 Jahre innehatte. Schneider hat vor allem im Netzbereich für die frühzeitige Bereitstellung innovativer Dienste und Möglichkeiten (u. a. ADSL und WLAN) gesorgt und damit dem Wissenschaftsstandort Göttingen und seinen Anwendern gegenüber der Konkurrenz mehrmals einen Vorteil verschafft.
Am 12. Mai 1998 wurde der neue ATM-Backbone durch den damaligen Niedersächsischen Wissenschaftsminister Thomas Oppermann eingeweiht. Mit 622 Megabit/s verband das zu der Zeit schnellste Teilstück des wissenschaftlichen Forschungsnetzes in Niedersachsen die fünf Max-Planck-Institute im Göttinger Raum, die GWDG und die Universität Göttingen untereinander und mit dem Breitband-Wissenschaftsnetz B-WiN. Die ATM-Technik erlaubte neben dem reinen Internet-Verkehr auch Datenverbindungen mit besonderen Qualitätsanforderungen wie Video und Sprache und war damit wichtige Grundlage für Multimedia-Anwendungen.
Am 10. Februar 2000 wurde das Parallelrechnersystem IBM RS/6000 SP in Betrieb genommen. Damit stieg die vorhandene Rechenkapazität für wissenschaftliche Simulationsrechnungen um den Faktor 10. Die Gesamtrechenleistung der 144 Prozessoren lag bei ca. 200 Milliarden Rechenoperationen pro Sekunde (200 Gigaflops/s). Es rangierte damit in der Top-500-Liste der weltweiten Rechenssysteme unter den ersten 100.
Am 16. Februar 2001 wurde der erste Abschnitt des Göttinger WLANs GoeMobile offiziell in Betrieb genommen. Das Funk-LAN dient als Ergänzung des schon seit 1993 bestehenden stationären Hochgeschwindigkeitsnetzes GÖNET. Bereits die anfängliche Übertragungsrate von 11 Megabit/sec erlaubte Video- und Tonübertragungen in Echtzeit und ermöglichte damit auch die Teilnahme an Televorlesungen.
Am 1. Januar 2002 übernahm Hartmut Koke, vorheriger stellvertretender Leiter des Rechenzentrums, bis zur endgültigen Findung eines Nachfolgers für den ausgeschiedenen Gerhard Schneider die Geschäftsführung. Koke hat das GÖ*-Projekt zum integrierten Informationsmanagement am Wissenschaftsstandort Göttingen entscheidend mitentwickelt und damit die Kooperation der verschiedenen wissenschaftlichen IT-Dienstleister weiter erfolgreich vorangetrieben.
Am 1. Juli 2003 wurde Bernhard Neumair neuer Geschäftsführer und damit Nachfolger von Hartmut Koke. Er setzte auf verstärkte Kooperation Nutzung von Synergieeffekten zwischen den wissenschaftlichen IT-Dienstleistern am Forschungsstandort Göttingen.
Die GWDG war im Jahr 2005 erstmals auf der CeBIT vertreten. Dort wurden mit dem Instant Cluster und dem GÖ*-Portal zwei Projekte vorgestellt, die sich mit dem einfachen Zugriff auf IT-Ressourcen, mit Fokus auf die wissenschaftliche Nutzung, befasst haben.
Am 30. März 2007 wurden die beiden Hochleistungs-Parallelrechnersysteme SGI Altix 4700 und Megware Woodcrest-Cluster mit einer feierlichen Einweihung offiziell in Betrieb genommen. Mit einer Spitzenleistung der 1.112 Rechenkerne von insgesamt fast 10,5 Teraflops/s gehörten sie zu leistungsfähigsten Rechnern in Niedersachsen und verfünffachten die bei der GWDG für die Wissenschaft und Forschung bereitgestellte Rechenleistung. Diese hohe Leistung sowie 2,6 Terabyte Hauptspeicher und 64 Terabyte lokaler Plattenspeicher erlaubten numerische Simulationen von in der naturwissenschaftlichen Grundlagenforschung untersuchten komplexen Systemen in bis dahin nicht erreichter Auflösung und Genauigkeit.
Am 13. Mai 2008 wurde das Göttinger Grid-Ressourcen-Zentrum GoeGrid offiziell in Betrieb genommen. GoeGrid realisiert als Baustein einer zukünftigen eScience-Infrastruktur den zentralen Betrieb und die gemeinsame Nutzung der Rechen- und Speicherressourcen aller Grid-Communities in Göttingen. Es umfasste anfänglich einen Hochleistungs-Rechencluster mit über 800 Rechenkernen, einen Massenspeicherbereich von 180 Terabyte und Archivspeicherkapazität von 30 Terabyte.
Am 1. Juli 2010 übernahmen Oswald Haan, vorheriger stellvertretender Leiter des Rechenzentrums, und Paul Suren, vorheriger Prokurist und Verwaltungsleiter, bis zur endgültigen Findung eines Nachfolgers für den ausgeschiedenen Bernhard Neumair gemeinsam die Geschäftsführung – Oswald Haan als wissenschaftlicher und Paul Suren als administrativer Geschäftsführer.
Anfang des Jahres 2011 ging der neue Magny-Cours-Hochleistungs-Rechencluster von Megware in Betrieb. Er enthielt insgesamt 66 Rechenknoten mit jeweils vier 12-Kern-Prozessoren von AMD. Mit einer Gesamtrechenleistung von 28 Teraflops/s, einem verteilten Hauptspeicher von 8 Terabyte und einem verteilten lokalen Plattenspeicher von 64 Terabyte war der Magny-Cours-Cluster das zur damaligen Zeit leistungsstärkste Rechnersystem bei der GWDG.
Seit dem 1. Oktober 2011 ist Ramin Yahyapour neuer Geschäftsführer. Ramin Yahyapour löste damit die bisherigen Oswald Haan und Paul Suren ab. Suren blieb weiterhin als Prokurist und Verwaltungsleiter tätig.
Am 14. Juni 2012 ist die GWDG offiziell in die Gauß-Allianz aufgenommen worden, einem Zusammenschluss von Rechenzentren mit dem Ziel, die Nutzung des High Performance Computing Deutschland effizient zu gestalten.
Im Juni 2014 hat die Universität Göttingen eine eResearch Alliance zur Unterstützung von Forschung und Lehre mit digitalen Infrastrukturen am Standort Göttingen gegründet. Geleitet wird die Göttingen eResearch Alliance gemeinsam von der Niedersächsischen Staats- und Universitätsbibliothek Göttingen (SUB) und der GWDG.
Im Oktober 2016 wurde die Rechenleistung des Scientific Compute Clusters der GWDG erweitert und damit seine Gesamtleistung auf 356 Teraflops/s erhöht.

Am 7. März 2018 wurden die Kaufverträge für den neuen 30 Millionen Euro teuren Supercomputer HLRN-IV in Berlin und Göttingen, den beiden Standorten des Hochleistungsrechners unterzeichnet. Das neue System wird mit einer Gesamtrechenleistung von ca. 15 Petaflop/s etwa sechsmal schneller sein als das bisherige und in zwei Phasen 2018 und 2019 an den beiden Betreiberstandorten installiert.

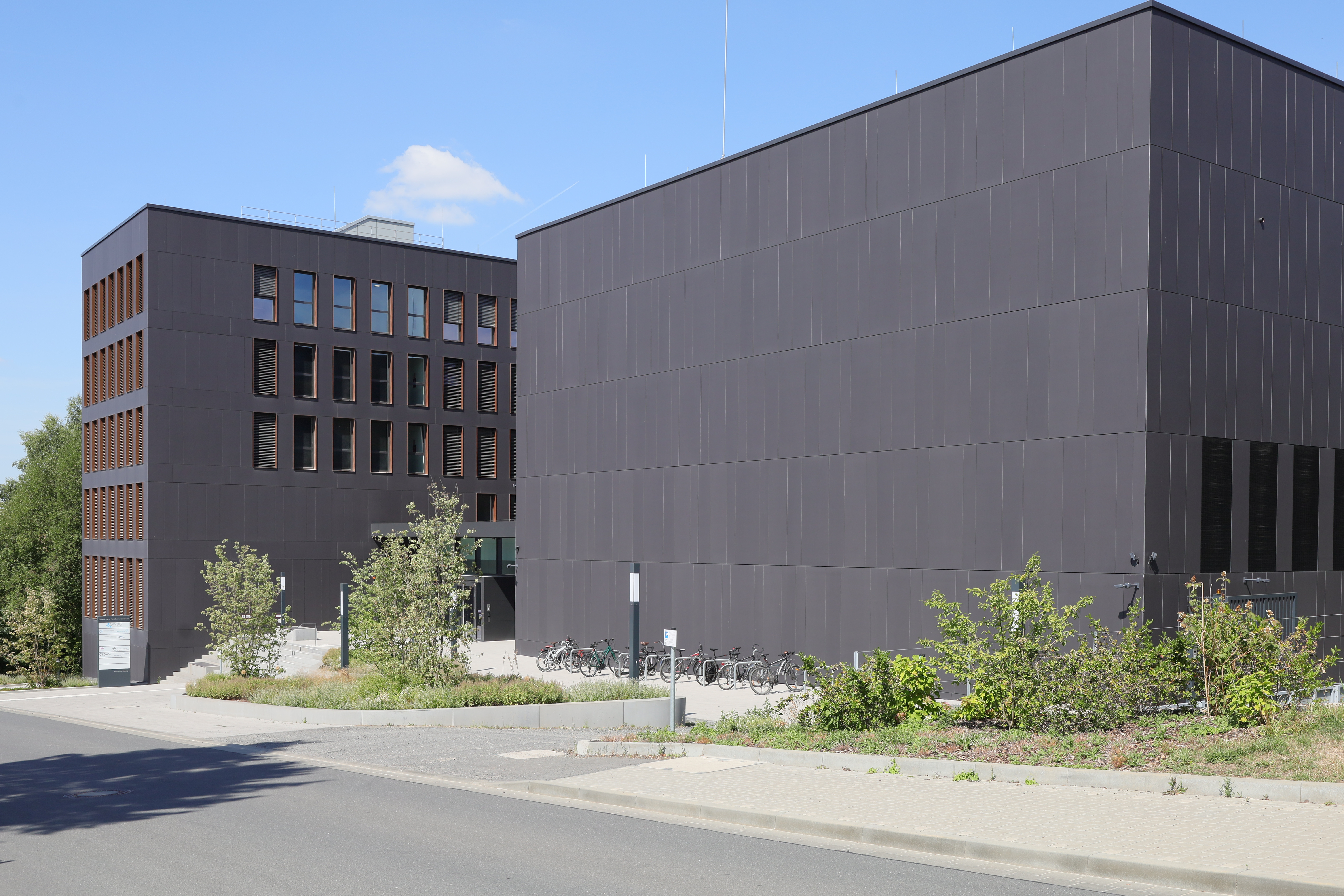
Ansicht des Büro- und Servertrakts des neuen Rechenzentrums am Nordcampus

Am 29. Mai 2018 fand im Beisein des Niedersächsischen Ministers für Wissenschaft und Kultur, Björn Thümler, auf dem Nordcampus der Universität Göttingen die feierliche Grundsteinlegung für den Neubau des gemeinsamen Rechenzentrums für den Wissenschaftsstandort Göttingen statt. Der Gebäudekomplex mit anschließenden Büroflächen entstand bis 2021 mit Baukosten von rund 38,5 Millionen Euro.
Am 11. Dezember 2018 wurde die erste Phase des HLRN-IV-Systems in Göttingen für alle Nutzer in den Produktionsbetrieb genommen.
Vom 26. bis 30. August 2019 fand die „Euro-Par 2019 – 25. International European Conference on Parallel and Distributed Computing“ unter dem Motto „Celebrating the 25th Anniversary in Göttingen“ statt. Sie wurde von der GWDG in Kooperation mit der Georg-August-Universität Göttingen und der Niedersächsischen Staats- und Universitätsbibliothek Göttingen (SUB) ausgerichtet.
Am 13. November 2020 wurde von der Gemeinsamen Wissenschaftskonferenz (GWK) von Bund und Ländern bekanntgegeben, dass Göttingen einer der acht Standorte des neu gegründeten Verbunds Nationales Hochleistungsrechnen (NHR) wird und damit Fördermittel in Höhe von insgesamt rund 72 Millionen Euro über zehn Jahre erhält.
In der am 17. November 2020 veröffentlichten TOP500-Liste der schnellsten Rechner der Welt belegt das in Göttingen installierte System „Emmy“ weltweit Platz 47. In Deutschland landet Emmy auf Rang fünf und ist damit der leistungsfähigste Rechner in Norddeutschland. Emmy ist ein System des Norddeutschen Verbundes für Hoch- und Höchstleistungsrechnen (HLRN), das von der GWDG und der Universität Göttingen betrieben wird.
Am 1. Januar 2022 wurde die Versorgung des Supercomputers „Emmy“ und ihrer IT-Infrastruktur auf regenerativen Strom umgestellt.
Am 18. Juli 2022 nahm das Deutsche Zentrum für Luft- und Raumfahrt (DLR) den neuen Supercomputer CARO in Betrieb, der von der GWDG im neuen Göttinger Rechenzentrum betrieben wird.
Anfang November 2022 wurde die BMBF-Förderung von vier sogenannten KI-Servicezentren gestartet. Die GWDG ist zusammen mit vier weiteren Einrichtungen aus der Mitte Deutschland Partner im Verbundprojekt „KI-Servicezentrum für sensible und kritische Infrastrukturen“ (KISSKI) unter Leitung der Universität Göttingen, das vom BMBF über einen Zeitraum von rund drei Jahren mit 17 Millionen Euro gefördert wird.
In der am 15. November 2022 veröffentlichten Green500-Liste der energieeffizientesten Rechner der Welt belegt das GPU-basierte HPC-Cluster „Grete“ des Nationalen Hochleistungsrechenzentrums NHR@Göttingen Platz 1 in Deutschland und Platz 12 weltweit.
Seit dem 22. Februar 2024 bietet die GWDG in Kooperation mit KISSKI mit Chat AI einen ChatGPT-ähnlichen KI-basierten Chatbot an, der die HPC-Infrastruktur nutzt, um Large Language Models (LLMs) auszuführen, welche schnell Anfragen beantworten.

### Geschäftsführer
Nachfolgend sind alle Geschäftsführer seit Gründung der GWDG aufgelistet:
- Bruno Brosowski (wissenschaftlich; 1970 bis 1975)
- Kurt Pfuhl (administrativ; 1970 bis 1984)
- Dieter Wall (wissenschaftlich; 1975 bis 1984)
- Dieter Wall (1985 bis 1997)
- Gerhard Schneider (1997 bis 2002)
- Hartmut Koke (2002 bis 2003)
- Bernhard Neumair (2003 bis 2010)
- Oswald Haan (wissenschaftlich; 2010 bis 2011)
- Paul Suren (administrativ; 2010 bis 2011)
- Ramin Yahyapour (seit Oktober 2011)

## Dienste
Die GWDG bietet Kunden aus der Universität Göttingen und der Max-Planck-Gesellschaft Informations- und Kommunikationsleistungen für die Wissenschaft an. Dazu gehören zum einen die wichtigsten IT-Basisdienste und zum anderen die forschungsnahe Unterstützung für eScience.
Zu den IT-Basisdiensten gehören Mailing & Collaboration (u. a. Exchange, SharePoint und Lotus), Cloud Services (Server, Storage und Cloud Share), Identity Management, Datenspeicherung (Fileservices, Backup und Archiv), Netzdienste (GÖNET, WLAN und eduroam), Lizenzmanagement, Client-Management, Anwendungsdienste (u. a. Apple-Beratungszentrum, Bibliotheksdienste, Datenbankdienste und Webdienste), IT-Sicherheit und Printservices.
Der eScience-Support umfasst die Bereiche Forschungsdaten-Management (Erzeugung → Verarbeitung → Archivierung, Metadatenerfassung, automatisierte Archivierung und Zugriffsverwaltung) sowie wissenschaftliches Rechnen bzw. High Performance Computing (HPC).

## Forschung
Neben der umfangreichen Unterstützung der Forschung in ihren Kundeninstituten betreibt die GWDG zum einen selbst eigene Forschung im Bereich der Praktischen und Angewandten Informatik und ist zum anderen an zahlreichen, oft drittmittelfinanzierten Forschungsprojekten mit nationalen und internationalen Partnern beteiligt. Die Schwerpunkte liegen dabei in den Bereichen Datenmanagement und Cloud-Dienste und daraus resultierend in der kontinuierlichen Weiterentwicklung von digitalen Forschungsinfrastrukturen.

## Lehre
Akademische Lehre in Bereichen der Informatik ist ein Schwerpunkt der Arbeit der GWDG. Aus diesem Grund ist sie in vielfältiger Weise aktiv an der Ausbildung von Studierenden beteiligt. Zur GWDG gehören aktuell drei Forschungsgruppen, deren Lehrtätigkeiten am Institut für Informatik der Universität Göttingen verankert und deren Lehrinhalte Teil verschiedener Studiengänge sind:
- Praktische Informatik (Forschungsgruppe Ramin Yahyapour)[4]
- Data Science Infrastructures (Forschungsgruppe Philipp Wieder)
- High-Performance Storage (Forschungsgruppe Julian Kunkel)[5]

Die GWDG kooperiert in der Lehre eng mit unterschiedlichen Einrichtungen am Göttingen Campus. Dazu gehören u. a.:
- Campus Institut für Data Science (CIDAS)[6]
- Zentrum für Angewandte Informatik[7]
- Göttingen Centre for Digital Humanities (GCDH)[8]

Die GWDG bietet interessierten Studierenden regelmäßig Themen für Abschlussarbeiten und Promotionen. Die Themen eignen sich in vielen Fällen für forschendes Lernen und praxisbezogene Anwendungen.